# Miguel Mateos/ZAS
Miguel Mateos/ZAS, conocido originalmente como ZAS, fue un grupo musical argentino de rock, uno de los más emblemáticos en los años 80 tanto del rock argentino como del rock en español, y uno de los más representativos de la movida conocida como rock en tu idioma que revitalizó la escena del rock en toda Latinoamérica.
En 1979 ZAS fue formada y tan solo dos años después, aún sin haber grabado, fue telonera de Queen en su visita a Argentina, la presentación que fue un éxito y abrió camino a que debutaran discográficamente. ZAS fue una de las bandas protagonistas de la revitalización del rock argentino post-Malvinas, y se convirtió en todo un fenómeno en la época del retorno de la democracia: por ejemplo, su álbum Rockas vivas (1985) conquistó el récord de álbum más vendido del rock argentino. Poco después, ZAS empezó a girar por todo el continente americano, convirtiéndose en una de las bandas más influyentes del rock en español, y hasta sería la primera banda argentina en tocar en Estados Unidos el 7 de septiembre de 1989. Diversos factores provocaron que ZAS se disolviera a fines de 1989 y Mateos comenzara su carrera como solista.
Musicalmente, ZAS se caracterizó por un estilo inusual: Canción de protesta—la instrumentación sigue en general los lineamientos de la música pop, pero las letras abordan temas como los reclamos políticos y sociales, críticas a partidos políticos como el peronismo o el radicalismo, el trauma de la dictadura, el estado de la sociedad argentina, las dificultades de tocar rock, los mandatos familiares y los problemas cotidianos de la clase trabajadora. Con esta mixtura ZAS se convirtió en una de las más populares de la época del retorno de la democracia en Argentina: sus canciones podían ser tanto bailadas en discotecas como apreciadas por los sectores más intelectuales y comprometidos políticamente. La mezcla "música bailable-letra contestataria" también sería exitosa en el resto de América, donde Miguel Mateos se ganaría el apodo de "el jefe del rock en español".
Entre su repertorio se ubican reconocidos clásicos del rock en español tales como «Va por vos, para vos», «Un poco de satisfacción», «Tirá para arriba», «Perdiendo el control», «Solo Una Noche Más», «Cuando seas grande», «Solos en América», «Es tan fácil romper un corazón», «Mi sombra en la pared», «Atado a un sentimiento» y «No me dejes caer», entre otros.
«Tirá para arriba» consiguió el puesto 28° en un ranking de las 100 mejores canciones del rock argentino hecho por la revista Rolling Stone y el canal MTV, siendo además la canción más reconocida del grupo dentro de Argentina; mientras que, internacionalmente, la canción más reconocida del grupo es «Cuando seas grande», que consiguió el puesto 28° en un ranking de las 500 mejores canciones del rock iberoamericano hecho por la revista estadounidense Al Borde.

## Historia

### Inicios
Desde niño el líder de ZAS, Miguel Mateos, estudió piano con su madre para luego, a la edad de 12 años formar su primer grupo de rock, que tendría como nombre Cristal. En 1969, Miguel y Cristal logran llegar a la final del concurso organizado por la revista PinUp; en dicho concurso participó Sui Generis con la canción "Monoblock".
En 1973, Miguel Mateos ingresa en el Conservatorio Municipal Manuel de Falla y se especializa en guitarra, piano, canto y composición. En 1976 deja el Conservatorio y en 1979 crea el grupo, con él a la cabeza en la guitarra, en teclados y voz. También participan su hermano Alejandro Mateos en batería, Jorge Infusino en bajo y Omar Moretti en guitarra. Con esta formación grabaron un demo en casete con temas en inglés, entre ellos Manhattan Prelude.
En 1980 ZAS se consolida como banda con el ingreso de Fernando Lupano (bajo) y Ricardo Pegnotti (guitarra) quienes se unen a Miguel Mateos y Alejandro Mateos. Con esta formación grabaría su primer álbum.
Los días 28 de febrero, 1 y 8 de marzo de 1981 Queen dio tres recitales en el Estadio de Vélez Sarsfield y ZAS fue el grupo de soporte. A pesar de que era un grupo desconocido, recibió algunos reconocimientos. Para que la banda llegara a ser soporte de Queen, el productor Fabián Ross poseía material grabado de ZAS y se contactó con Alfredo Capalbo, productor de Queen. Para Miguel no fue algo fácil:

En esa ocasión perdí el miedo a la gente. Siempre había tocado ante 15 ó 20 personas que no prestaban mucha atención, en distintos pubs. Cuando llegó el momento de salir al escenario en Vélez, creo que Juan Alberto Badía nos tuvo que empujar. Fue un golpe. Todavía hoy siento ese cachetazo caliente en la cara. No nos conocía nadie y aquellos cuatro chicos de ZAS nos bancamos las tres noches ofreciendo lo mejor de nosotros mismos...

Ese mismo año el músico Raúl Porchetto presenta a ZAS al productor Oscar López, quien se interesa y se convierte en el productor ejecutivo del grupo. Llegaría entonces el debut discográfico de la banda con la canción; "Solo tu amor es dinamita" grabada en los estudio "ION" que formaría parte del disco "La isla de la música" para el sello Sazam Records, donde también participaron artistas como León Gieco, Miguel Cantilo y el Negro Rada.

### Su primer éxito
En 1982 llegaría el primer LP homónimo del grupo, ZAS. Este trabajo ofrecía una propuesta renovadora y más volcada hacia el pop. Se editó por el sello Sazam Records, subsello de Music Hall. Este disco se caracterizó por tener un sonido muy prolijo, del cual el tema más recordado es Va por vos, para vos que llegaría a convertirse en el primero de los hits de la banda, gracias a la fuerte difusión radial que obtuvo durante la Guerra de Malvinas. Esto se debe a que, debido a que el régimen militar había prohibido la música en inglés, para llenar el vacío radial se requirió a los roqueros nacionales, que dejaron de ser perseguidos y censurados; se les benefició con esta medida. El disco fue presentado en el Auditorio Buenos Aires. 
Durante los días 6 y 7 de agosto de 1982, ZAS participó en una serie de conciertos realizados en el Teatro Astros, con la cantante Celeste Carballo y Alejandro Lerner, entre otros.
Oscar López propuso que el grupo deje de llamarse ZAS, para empezar a denominarse Miguel Mateos/ZAS y Pablo Guyot se unió a la banda. Por aquellos tiempos se proponen editar su siguiente disco, Huevos, con el cual llegarían a consagrarse.

### Huevos(1983)
Pablo Guyot abandonó la banda, para formar junto a Willy Iturri y Alfredo Toth el grupo GIT; Fernando Lupano se integró a La Torre; reemplazados por Eduardo Chino Sanz y Raúl Chevalier.
Después del cambio, el grupo lanzó su segundo disco, que marcaría el rock de finales de la dictadura y comienzo de la democracia. ZAS fue la sorpresa del Festival de La Falda en su edición de 1983 con este disco, del que sobresalen Huevos, Un poco de satisfacción, Extra, extra y Mujer sin ley.
Huevos retomó la moderna construcción política sobre la base de imágenes de tipo cinematográficas, incluyendo ciertos pasajes de crítica social, adentrándose en un marco de mass media estática muy a pesar suyo en determinados casos. Hace hincapié por otra parte en hechos que se sucedieron durante el curso de 1982, como las disimiles convocatorias a Plaza de Mayo en abril y junio de ese año, así como la revalorización de rebote de todo lo concerniente a cultura nacional mediante la prohibición de lo foráneo. A lo largo de la composición, Mateos detalla un inventario de elementos comunes con los cuales se pretende hacer frente a esta realidad (estampitas, títulos, Jagger, Cristo en un mismo nivel, el amor idealizado), rematando con la irónica imagen de la BCG y haciendo resaltar su inutilidad.
Miguel resume en el estribillo la carencia del componente necesario al afirmar que hacen falta huevos, utilizando esta expresión en forma argentina, aludiendo a la falta de coraje. Esto se ratifica en las presentaciones en vivo, en donde cocina es reemplazado a menudo por Argentina.

### Tengo que parar(1984)
En noviembre de 1984 Miguel Mateos/ZAS edita su tercer disco, lanzado en Obras. Las radios difundieron los hits Ana la dulce, Tengo que parar y Tirá para arriba. Este último se convirtió en el mayor éxito hasta entonces y con el tiempo se consideró como un himno de los 80. En el último recital de Mateos en ese año, el bis fue Tengo que parar.
Mateos decía sobre el disco:

No digo que tenga que parar por una postura pasiva, al contrario, la mía es totalmente revolucionaria. Creo que deberíamos usar la cabeza un poco más...

Mateos/ZAS ya se presentaba a hacer también recitales en la televisión, como en Badía & Cía. Miguel explicaba para quién iba dirigido su trabajo:

Tengo que parar lo hago por una cuestión netamente psicológica. No va a la masa sino al individuo, a la cabeza de cada uno. Los temas que lo integran, como por ejemplo "Bull Dog" o "Chico marginado", son muy fuertes...

En Bull Dog, Mateos da la pauta de que el problema empieza por casa, con la familia y a muy temprana edad. En Tengo que parar se ve un tipo de alineación similar a la expuesta en los temas anteriores, siempre al estilo Mateos, reincidiendo en el tipo de construcción sobre la base de imágenes casi cinematográficas ya utilizados en Huevos. En este caso esas imágenes sirven para acentuar el descontrol, dada la incoherencia y el nivel de absurdo que adquieren (misiles en la 9 de Julio... Reagan... Hendrix... Evita) y así como el autor hace evidente una fuerte despersonalización (desnudo en el espejo me miro una vez, me miro otra vez y no descubro nunca quién es). Con el mismo método se presenta la idea propia de paranoia heredada de toda la etapa represiva que se vivió (alguien me sigue, doy vuelta la esquina, hay sueños que no puedo borrar). Por último, Mateos retoma la idea de amor como el único elemento que puede hacer que esta situación se revierta. En cuanto a Ana la dulce Miguel dice que es un planteo psicológico a una chica de 16 años que se marcha de casa. 
En aquel momento se hizo un video de Tengo que parar, de muy poca difusión posterior. Mateos dice:

Al fin y al cabo, ¿no tenés que parar? Quién no dice al terminar el día después de 14 horas de laburo, de haberte peleado con tu mujer, después de haberte dado cuenta que los 80 australes que ganás por mes no te alcanzan para nada, que así no se puede seguir más, que tenés que parar un poco para no tener un ataque cardíaco.

### Rockas vivas(1985)
En abril del 1985, Mateos presentó Tengo que parar durante cinco noches en el Teatro Coliseo. Durante esas presentaciones grabó su primer álbum en vivo, Rockas vivas. En él graban Miguel y Alejandro Mateos, Raúl Chevalier en bajo, Julio Lala en teclados y Eduardo Chino Sanz en guitarra. Rockas vivas vendió más de 500 mil discos solo en Argentina, convirtiéndose en el disco más exitoso del rock argentino hasta El amor después del amor de Fito Páez (1992).
Tirá para arriba se convierte en un himno, se destaca Perdiendo el control y los temas de los discos anteriores. La carátula del disco muestra a Mateos sosteniendo la guitarra como zurdo, que no es. Dicha portada se asemeja mucho a la de El Disco de Oro de Raúl Porchetto, de un año atrás.

Yo me preparo mentalmente para decir arriba del escenario Bull Dog, Huevos o Por una noche más. Rockas vivas es una vieja idea que yo tenía, plasmar en un disco todo lo que es ZAS en un escenario. Toda la fuerza y la calentura que allí se genera, la energía que damos y la que recibimos en ese lugar. Lo grabamos en los conciertos del Coliseo e incluye tres temas inéditos

El 10 de agosto el disco fue presentado con cuatro funciones en el Luna Park, que conmocionó el ambiente roquero; los recitales culminaron con Mateos colgado de una cuerda y volando sobre la gente. Los 60 mil espectadores habían superado la expectativa de un solo Luna Park lleno, multiplicando esa idea por cuatro. Antes de cantar Un poco de satisfacción, un extasiado Miguel pidió:

Por favor tengan cuidado acá... les pido encarecidamente... se ha caído uno allá en el pozo y no, no regresa...

A Tirá para arriba, Miguel le agregó una larga introducción, que la gente sigue pidiendo.

Era emocionante sentir que la gente tenía la necesidad de cantar ese tema a cappella, espontáneamente, exteriorizando ese deseo de algo mejor. Y en los estribillos se veía una masa de abrigos y cosas que eran literalmente tirados para arriba subiendo y bajando al son de la música como un símbolo de liberación...

Para fines de año, en la primera edición de Rockas vivas, Miguel Mateos/ZAS decide grabar una versión de Perdiendo el control en inglés (Losing control), con la mira puesta en Estados Unidos, pero nunca llegaría a dicho mercado.

### Solos en América(1986)
En febrero de 1986 Mateos graba un Maxi-Single, Mensajes, con dos canciones: Mensajes en la radio y Peleando por tu amor. Salió en disco de vinilo.
Es un año dedicado a los discos, pocas presentaciones en Argentina y mucha proyección al exterior. Hay cambios en la banda: entra Cachorro López en bajo (acababa de salir de Los Abuelos de la Nada) y el Negro García López en guitarra (acababa de salir de La Torre).
Tras unos conciertos en Perú y Chile, Mateos/ZAS se prepara para dar a conocer su nuevo material, que había estado preparando en Nueva York. Para esta nueva grabación, la alineación incluye a Cachorro López sustituyendo a Raúl Chevalier en el bajo, García López en guitarras sustituyendo a Eduardo Sanz (será reemplazado por Ulises Butrón y Hernán Figueroa), Julio Lala en teclados y Alejandro Mateos en batería.
Este álbum doble contó con la colaboración de Kim Bullard como productor musical y representó una gran evolución en el sonido del grupo; la grabación fue en Estados Unidos. A pesar de que este disco cosechó varios hits, no pudo repetir el éxito de Rockas vivas en Argentina; sin embargo, fue la llave para la conquista de América Latina.
Consigue un sensacional éxito y el nuevo disco es presentado en una gira por toda América Latina. Sin embargo, el éxito arrollador lo alcanzó en México con el tema Cuando seas grande, que vendió 300.000 copias y estuvo por varias semanas en los primeros puestos. Otros temas, como Llámame si me necesitas, Es tan fácil romper un corazón, Bailo con mi sombra en la pared y Solos en América llegan a la misma altura.
En algunos países existió la edición Rock en tu idioma, producto de la adhesión del grupo al sello BMG. La edición fue lanzada en México, en formato LP, a principios de 1987; después fue lanzado en Centroamérica y algunos de Sudamérica, incluyendo en un solo disco los temas de los dos álbumes presentados en Argentina el año anterior.
Debido al éxito de este álbum, en 1988 fue lanzado en México un Maxi-Single con remixes de Llámame si me necesitas, Ámame ahora, no mañana y Cuando seas grande, más el tema Dejen las armas. Este material es considerado una rareza.
En 1989, BMG decide que todo el nuevo material de sus artistas sea lanzado tanto en LP y casete como en CD, incluyendo versiones en CD de sus artistas más exitosos y los discos más vendidos en la década, por lo que se lanza Solos en América en disco compacto, ya con todos los temas de los dos discos editados por el sello Music Hall más las versiones Dance Mix y Radio Mix de Llámame si me necesitas, New York Mix de Cuando seas grande, Dance Mix de Ámame ahora, no mañana y el inédito Dejen las armas.
Después de la extensa gira, Miguel regresa a Argentina, para dar recitales en el interior, desde Tartagal a Ushuaia hasta julio de 1987.

### Atado a un sentimientoy separación (1987-1990)
En la segunda mitad de 1987, Mateos, vuelve a lanzarse en una gira por todo México, con grupos como Maldita Vecindad y Caifanes abriendo sus conciertos. La prensa lo apoda Jefe del rock en español, por la revolución que protagonizaba.
El Negro García López se va con Charly García, es reemplazado por Ulises Butrón, que venía de tocar con Spinetta; Mateos graba y edita un nuevo álbum, Atado a un sentimiento. Se incorpora Sebastián Schon, en saxo y teclados en sustitución de Julio Lala; más tarde, reemplazado por Didi Gutman.
El disco tuvo muy buena repercusión en el mercado latino estadounidense, así como en México, América Central, Colombia, Chile, Perú y Venezuela; países en donde trabaja durante 1988 y 1989 ya que "misteriosamente" en Argentina las puertas comienzan a cerrarse.
Es mítica la primera presentación de Mateos en Colombia, ante 60 mil espectadores en el Concierto de Conciertos de Bogotá entre el 17 y 18 de septiembre de 1988, donde compartió escenario junto a Los Prisioneros, Los Toreros Muertos, Timbiriche, Océano, Yordano, José Feliciano, Compañía Ilimitada y Pasaporte. Su presentación estaba programada para las 1:20, pero se daría inicio recién a las 5:10, con las notas de Bailo con mi sombra en la pared:

¿Qué quieren?, ¿qué quieren? ¿Qué es lo que quieren, carajo?... ¡Se lo vamos a dar!

Y en la mitad del concierto recuerda la presentación de Jimmy Hendrix en Woodstock:

Grande el negro, pero no más que ustedes, que hacen que uno deje el corazón y los huevos al ver la salida del sol a espaldas de ustedes.

La falta de oportunidades en su país, sumada a la continua búsqueda de su crecimiento artístico, son las razones que llevan a Miguel a disolver ZAS y radicarse en Los Ángeles, donde comienza una prolífica y exitosa carrera solista.
De Atado a un sentimiento sobresalen el tema homónimo, Y, sin pensar y No me dejes caer. El primero video latino con animación se realizó para Y, sin pensar, que luego formó parte de la terna de los premios de MTV.
En el periodo 1979-1987 los derechos discográficos de la banda pertenecieron a Music Hall. En 2016 los derechos que poseía Music Hall pasan a ser de Sony Music Latin quien en 2017 relanza Solos en América.

## Discografía
Álbumes
- ZAS (1982)
- Huevos (1983)
- Tengo que parar (1984)
- Rockas vivas (en vivo, 1985)
- Solos en América (1986)
- Atado a un sentimiento (1987)

Sencillos
- 1982 - Va por vos, para vos / Ochentango
- 1985 - Perdiendo el control (en inglés)
- 1986 - Mensajes (Maxi-Single)
- 1986 - Cuando seas grande
- 1986 - Es tan fácil romper un corazón
- 1987 - Atado a un sentimiento / Ví luz y subí / Los atacantes del amor